# Militaire infirmier et technicien des hôpitaux des armées
Militaire infirmier et technicien des hôpitaux des armées (MITHA) est un statut spécifique militaire français du service de santé des armées (SSA) du ministère de la Défense.

## Statut
Les militaires infirmiers et techniciens des hôpitaux des armées sont des personnels médicaux, paramédicaux et périmédicaux dont le statut est calqué sur celui de la fonction publique hospitalière mais ressortit simultanément au statut général des militaires. La hiérarchie des militaires infirmiers et techniciens des hôpitaux des armées ne comporte pas d’assimilation avec la hiérarchie militaire générale mais ils portent des galons d'apparence de la hiérarchie militaire générale afin de pouvoir reconnaître leur positionnement pour l'application des obligations, droits et prérogatives des autres militaires.
Les MITHA sont constitués en 13 corps :
- corps des psychologues ;
- corps des directeurs des soins ;
- corps des cadres de santé paramédicaux ;
- corps des infirmiers en soins généraux et spécialisés ;
- corps des infirmiers anesthésistes des hôpitaux des armées ;
- corps des masseurs-kinésithérapeutes des hôpitaux des armées ;
- corps des manipulateurs d'électroradiologie médicale des hôpitaux des armées ;
- corps des diététiciens ;
- corps des techniciens de laboratoire ;
- corps des préparateurs en pharmacie hospitalière ;
- corps des aides-soignants et des agents des services hospitaliers qualifiés ;
- corps des assistants médico-administratifs ;
- corps des techniciens et techniciens supérieurs hospitaliers.

Et de 10 corps mis en extinction :
- corps des infirmiers ;
- corps des infirmiers de bloc opératoire ;
- corps des infirmiers anesthésistes ;
- corps des orthophonistes ;
- corps des orthoptistes ;
- corps des sages-femmes des hôpitaux ;
- corps des masseurs-kinésithérapeutes ;
- corps des manipulateurs d'électroradiologie médicale ;
- corps des orthophonistes des hôpitaux des armées ;
- corps des orthoptistes des hôpitaux des armées.

## Grades
Ils portent des galons or, passepoilés d'un drap de distinction de couleur rouge amarante à partir du grade d'adjudant. Leur attribut est un bâton d'Asclépios soutenu par une demi-couronne de chêne et de laurier, or, sur les fourreaux bleu marine utilisés actuellement par tout le service de santé. Ils portaient, jusqu'en 2005, des galons bleus avec un liseré or ou argent, selon leur grade. 
Les corps suivis d'un astérisque sont en extinction.
| Galons d'apparence de la hiérarchie militaire générale | Directeur des soins               | Cadre de santé paramédical                 | Psychologue                                             | Sage-femme des hôpitaux*                                            |
| ------------------------------------------------------ | --------------------------------- | ------------------------------------------ | ------------------------------------------------------- | ------------------------------------------------------------------- |
|                                                        | classe exceptionnelle hors classe |                                            |                                                         |                                                                     |
|                                                        | classe normale                    | hors classe                                | hors classe (à partir du 6e échelon)                    |                                                                     |
|                                                        |                                   | cadre supérieur                            | hors classe (1er du 5e échelon)                         | 2e grade (à partir du 5e échelon après 4 ans de grade de capitaine) |
|                                                        |                                   | cadre (après 5 ans de grade de lieutenant) | classe normale (après 4 ans de grade de lieutenant)     | 2e grade (après 5 ans de grade de lieutenant)                       |
|                                                        |                                   | cadre                                      | classe normale (après 1 an de grade de sous-lieutenant) | 2e grade                                                            |
|                                                        |                                   |                                            | classe normale                                          |                                                                     |

| Galons d'apparence de la hiérarchie militaire générale | Infirmier anesthésiste des hôpitaux des armées | Sage-femme des hôpitaux*           | Manipulateurs d’électroradiologie médicale des hôpitaux des armées, orthoptiste des hôpitaux des armées* | Masseur-kinésithérapeute des hôpitaux des armées, orthophoniste des hôpitaux des armées* | Infirmier en soins généraux et spécialisés                         | Infirmier*, masseur-kinésithérapeute*, diététicien, technicien de laboratoire, manipulateur d'électroradiologie* et préparateur en pharmacie | Assistant médico-administratif                                                                       | Technicien hospitalier                                                                       | Aide-soignant                           |
| ------------------------------------------------------ | ---------------------------------------------- | ---------------------------------- | --- | ---------------------------------------------------------------------------------------- | ------------------------------------------------------------------ | --- | --- | -------------------------------------------------------------------------------------------- | --------------------------------------- |
|                                                        | 2e grade 1er grade                             | 1er grade (à partir du 4e échelon) | classe supérieure (à partir du 6e échelon) classe normale (à partir du 9e échelon)                       | classe supérieure (à partir du 5e échelon) classe normale (à partir du 9e échelon)       | 3e grade 2e grade (à partir du 5e échelon)                         | classe supérieure (à partir du 4e échelon)                                                                                                   | classe exceptionnelle (à partir du 3e échelon)                                                       |                                                                                              |                                         |
|                                                        |                                                | 1er grade (du 1er au 3e échelon)   | classe supérieure (du 3e au 5e échelon) classe normale (du 5e au 8e échelon)                             | classe supérieure (du 1er au 4e échelon) classe normale (du 5e au 8e échelon)            | 2e grade (du 1er au 4e échelon) 1er grade (à partir du 5e échelon) | classe supérieure (du 1er au 3e échelon) classe normale (à partir du 6e échelon)                                                             | classe exceptionnelle (1er et 2e échelons) classe supérieure classe normale (à partir du 9e échelon) | supérieur de 1re classe (1er et 2e échelons) supérieur de 2e classe (à partir du 6e échelon) |                                         |
|                                                        |                                                |                                    | classe supérieure (du 1er et 2e échelons) classe normale (du 1er au 4e échelon)                          | classe normale (du 1er au 4e échelon)                                                    | 1er grade (du 2e au 4e échelon)                                    | classe normale (du 3e au 5e échelon) | classe normale (du 5e au 8e échelon)                                                                 | supérieur de 2e classe (du 3e au 5e échelon)                                                 | classe supérieure                       |
|                                                        |                                                |                                    | |                                                                                          | 1er grade (1er échelon)                                            | classe normale (1er et 2e échelons) | classe normale (du 2e au 4e échelon)                                                                 | supérieur de 2e classe (1er et 2e échelons)                                                  | classe normale (à partir du 3e échelon) |
|                                                        |                                                |                                    | |                                                                                          |                                                                    | | classe normale (1er échelon)                                                                         | technicien hospitalier                                                                       | classe normale (1er et 2e échelons)     |

| Élève infirmier en 3e année d'études (EPPA) | Élève infirmier en 2e année d'études (EPPA) | Élève infirmier en 1re année d'études (EPPA) |
| ------------------------------------------- | ------------------------------------------- | -------------------------------------------- |
|                                             |                                             |                                              |